# Český Superpohár 2014
La Český Superpohár 2014 si è disputata il 18 luglio al Generali Arena di Praga. La sfida ha visto contrapposte il Viktoria Plzeň campione di Repubblica Ceca in carica e lo Sparta Praga detentore dell'ultima Coppa della Repubblica Ceca.
Lo Sparta ha conquistato il suo secondo titolo.

## Tabellino
| Arbitro: | Michal Paták |

|                                     |           |  |
| Lafata 10’ Krejčí 33’ Breznaník 90’ | Marcatori |  |